# 栗山絵麻
栗山 絵麻（くりやま えま、1997年2月5日 - ）は、日本のAV女優。テスター所属。

## 略歴・人物
2019年10月に「新谷未来（しんたに みらい）」としてAVデビュー。
その後「栗山絵麻」に改名。
趣味はゴルフ・野球観戦、特技は水泳。

## 出演作品

### アダルトDVD
2019年
- 175cm 9.5頭身 現役イベントコンパニオンAV出演!（10月7日、プレミアム）※「新谷未来」名義
- 15分あればスグSEXする女デビュー!（10月25日、痴女ヘブン）※「新谷未来」名義
- 逆壁ドンで見つめ迫られる接吻性交（11月25日、ダスッ!）※「新谷未来」名義

2020年
- んな事ある!?彼氏と間違えて弟を即尺!? 途中で人違いと気づくも時すでに遅し、盛(サカ)った若い姉弟は止まらない!禁断<タブー>の濃厚ベロチュー近親相姦!!（4月3日、DOC）他出演:咲乃小春、今井ゆあ、山本蓮加
- 一般男女モニタリングAV×マジックミラー便コラボ企画 “フライト帰りのCAはチ○ポが欲しくてたまらない”という噂は本当か!? 大手航空会社勤務のキャビンアテンダントが黒パンスト美脚でフル勃起したデカチ○ポに自らまたがり腰振りガ二股騎乗位で連続中出し! 2 「あなたよりエロいCAさんを紹介してください」とお願いして来てもらった痴女CA 4人合計中出し12発（4月7日、ディープス）※「りさ」名義　他出演:はるな、あや、みゆき
- 彼女がいながらも浮気しました。その後、2人同時に付き合うことになりました。二股相手と彼女が姉妹だと家で鉢合わせして知りました。（4月10日、ヒメゴト）共演:中条カノン　他出演:冬愛ことね、原美織
- 尻軽巨尻妻 〜ヒップ100cmセレブ若妻は旦那が居ないときはいつも不倫してる〜（4月13日、BALTAN）
- 「終電ないならウチくる?」 残業で終電を逃がしてしまった俺は誘われるがまま家にお邪魔する事に。いつも会社で見るスーツ姿とは違うゆるい部屋着姿に興奮してしまい…（4月17日、DOC）他出演:桐山結羽、宝生リリー、飯山香織
- 女尊男卑の会社で働く妻の女上司は草食フニャチン夫を開眼させる超弩級パワハラ痴女帝（6月1日、ヴィーナス）
- お昼休憩中のナース達に生中出し 2（6月12日、BAZOOKA）他出演:佐知子、冬愛ことね、原美織
- パコれる素人さん。 DOC AMATUR CH. vol.11（6月12日、DOC）※「えまっち」名義　他出演:もなもな、ことめ、Kaoяi
- 「童貞君の包茎ち○ぽの皮を剥いて洗ってもらえませんか!?」 素人奥様が童貞君と密着混浴! 母性たっぷりち○ぽを泡洗い!カチカチにズル剥けた童貞ち○ぽに赤面発情! そのまま優しく筆下ろしSEX!（6月12日、赤面女子）他出演:新川愛七、三島奈津子、羽田希
- 最愛のファンのため…マネキンになったグラビアアイドル ～麗しのマネキン夫人外伝～（7月13日、VENUS）
- 「もうイってるから許して!!」家事代行サービスで派遣されてきた美人スタッフのエロ過ぎるデカ尻に即挿れ!! 激しいピストンで何度も追い打ちし… 2（8月21日、DOC PREMIUM）他出演：環ニコ、宮沢ちはる、田中ねね
- 「初めてが私なんかで良いの?」 隣に引っ越してきた長身スレンダー美人なお姉さんと童貞卒業筆おろしで何度も中出し（9月19日、ROYAL）

### VR
2020年
- スーパーモデル級長身美女の初めての痴女性教育 Мの覚醒射精（5月10日、KMPVR-bibi-）※「えま先生」名義
- 「ねぇ帰らないで?」憧れの先輩宅で気づけば終電を逃してしまい、誰もが羨む高嶺の花とヤリまくったとんでもない夜（6月2日、KMPVR）
- 蒸れた染み付きパンティを接写で見続けるVR（6月20日、KMPVR）他出演：美谷朱里、東條有希、高城ひかる、星仲ここみ、佐藤りこ、世良あさか、四葉さな
- 女子校生のスクール水着を観察し続けるVR（6月21日、KMPVR）他出演：堀沢ゆい、東條有希、高城ひかる、桜井千春、水咲結乃、笠木いちか、市川花音
- 放課後、角オナVR（6月22日、KMPVR）他出演：美谷朱里、堀沢ゆい、高城ひかる、桜井千春、冬愛ことね、四葉さな
- ナマ脚観察VR（8月4日、KMPVR）他出演：美谷朱里、山本蓮加、東條有希、星仲ここみ、市川花音、如月夏希、四葉さな
- 逆ナン痴女! 超肉食系巨尻女子大生のチ●ポ狩りオーガズム（8月28日、CASANOVA）

### アダルトサイト
「MGS動画」
2020年
- 【ASMR】耳元を狂わせる激しく甘い吐息!!癒しボイスのナイスバディな女神様!!ちゅぱちゅぱと乳首を舐めてじゅるじゅるとち○こをしゃぶり、パイパンま○こからはグチョグチョと卑猥な音が鳴り響く!!「いっぱい突いて…」激ピストンで超越する刺激の嵐に湧き出る囁き声と絶頂が止まらない!!＜耳イキヘブン #4 えま@ちゃんねる＞（1月4日、耳イキHEAVEN）※「えま」名義
- 高嶺の花の超絶美女がビヤクでド淫乱解放!!カフェ店員JDが初めての3PSEXに歓喜の快感アヘ顔潮吹き!!エロい美乳にプリプリ美尻を揺らしながら大絶叫、大絶頂でイキまくり!!【ビヤクで××しませんか?~〜パイパンJDカフェ店員がぶっ飛びSEX!の巻き〜】（1月25日、SUKEKIYO）※「えま」名義
- 【元レースクイーン妻】×【身長175cm神美脚スレンダー】×【執拗に食い込むハイレグ】旦那への背徳感に戸惑うも巨根にシグナル点灯!無毛マ●コはトップギア!自宅なまハメサーキット開幕!ムッチムチ猥尻をバックでガンガン突きまくり、奥様の子宮に濃厚精子3連発ピットイン!!の巻き（2月9日、プレステージプレミアム）※「栗原絵実」名義
- 【初撮り】【モデルの美顔に..】【やばいやばいッ!!】174cmの長身モデル。瑞々しい白肌を持つ清楚な彼女も彼氏と違った巨根に… ネットでAV応募→AV体験撮影 1197（2月28日、シロウトTV）※「絵麻」名義
- 働くドMさん. Case.33 イベント運営会社/栗山さん/22歳 身長174cm美女+キワどいハイレグ水着。パイパンで輝く股間のVゾーンにじっとり発情のサインを見逃さず、ずらし挿入で激ピストン!（3月4日、プレステージプレミアム）※「栗山」名義
- ラグジュTV 1230 身長174cmの現役モデル!【長身×小顔×美脚】圧巻のスタイルを持つ美女が、男優チ●コにガン惚れして淫語連発で喘ぎまくる!（3月6日、ラグジュTV）※「栗山咲」名義
- マジ軟派、初撮。 1459 真冬の恵比寿に舞い降りた!顔も体も超弩級のイベコン美女を突撃ナンパ!「エッチなことはダメ」と言いつつパイパンマ●コはぐしょ濡れ必死♪大好きなバックでガンガン奥まで突かれまくって、美巨乳揺らして悶えイク!（3月10日、ナンパTV）※「エマ」名義
- えまっち（2020年4月5日、MOON FORCE）
- 175cm9頭身のモデル超え超美人を巣鴨でゲット!!おばあちゃん想いの彼女の祖母奉公の為にも競泳水着でローションプールでヌルヌル生SEX!!長身美裸身がうねるダイナミック生性交で最後は曾孫確定の濃厚スペルマ大量放出!!（5月23日、プレステージプレミアム）※「えま」名義

「FANZA」
2020年
- 栗山さん（3月30日、シロウトFLIX）
- えま（4月10日、しろうとプライム）

### イメージDVD
- See Through（2020年5月25日、Aircontrol）

## 出演

### ウェブドラマ
- 全裸監督2（2021年6月24日 全話配信、Netflix） - 1話、2話